# UMTS900
UMTS900 – standard UMTS w którym transmisja mowy i danych może odbywać się w paśmie częstotliwości 880 – 960 MHz, pierwotnie przewidzianym dla systemów GSM900. Usługi oferowane przez ten standard nie różnią się od tych,
z których można korzystać np. w systemach UMTS2100 popularnych w Europie.
Częstotliwości około 900 MHz umożliwiają tworzenie większych komórek niż w przypadku 2100 MHz, ale gdy planowano zasoby radiowe dla UMTS, były już zajęte. Obecnie niektóre z częstotliwości są już zwalniane, okazało się, że sieci radiowe systemów GSM i UMTS mogą współistnieć pracując wewnątrz pasma 900 MHz. W listopadzie 2012 działało 55 sieci pracujących w tym systemie

## Powstanie i rozwój standardu
Wykorzystanie częstotliwości 880 – 960 MHz na terenie Unii Europejskiej jest regulowane przez dyrektywę 87/372/EWG. Powyższy zakres częstotliwości został w 1987 roku przyznany dla potrzeb "paneuropejskiej naziemnej publicznej cyfrowej łączności komórkowej we Wspólnocie" bazującej na standardzie GSM. Wraz z rozwojem nowszych standardów postanowiono zliberalizować wykorzystanie pasma 900 MHz. Komisja Europejska zleciła Europejskiej Konferencji Administracji Poczty i Telekomunikacji (CEPT) przygotowanie raportu, w którym przedstawiono wyniki badań potwierdzających możliwość jednoczesnego funkcjonowania systemów GSM i UMTS w tym zakresie częstotliwości.
Pierwszą siecią oferującą usługi na bazie UMTS900 była fińska Elisa (od 8 listopada 2007). W listopadzie 2012 55 sieci w 39 krajach pracowało w tym systemie.

## Aspekty techniczne

### Propagacja fal
Do przesyłania fal o częstotliwościach około 900 MHz potrzeba mniej energii niż w przypadku 2100 MHz, dzięki temu w systemie UMTS900, można tworzyć komórki o większych rozmiarach, co ma szczególnie zastosowanie podczas pokrywania zasięgiem sieci obszarów słabiej zurbanizowanych. Dłuższe fale lepiej też rozchodzą się wewnątrz budynków.
Okazuje się, że spektrum ok. 900 MHz może być współdzielone pomiędzy GSM i UMTS bez interferencji pomiędzy transmisjami wykonywanymi za pomocą obu systemów (oczywiście pasma częstotliwości użyte do transmisji w obu systemach muszą być rozłączne).

### Używane częstotliwości
Standard UMTS przewiduje dwa tryby przesyłania danych pomiędzy terminalem a stacją bazową. W trybie FDD do transmisji we wspólnym kanale transmisyjnym definiowane są dwa zakresy częstotliwości. Jeden używany jest przez terminale do transmisji w stronę stacji bazowej, drugi używane jest przez stację bazową do transmisji odbieranych przez terminale. W trybie TDD definiowany jest jeden zakres częstotliwości na bazie którego przeprowadzana jest transmisja. W krótkich odstępach czasu zmienia się jej nadawca, w poszczególnych szczelinach czasowych może być to stacja bazowa lub terminale.
Spektrum zdefiniowane dla potrzeb UMTS900, obejmuje tylko częstotliwości, które będą wykorzystywane w trybie FDD (za pomocą technologii WCDMA):
- 880 MHz do 915 MHz jako uplink, czyli częstotliwości na których telefony komórkowe nadają sygnał odbierany przez stacje bazowe.
- 935 MHz do 960 MHz jako downlink, czyli częstotliwości na których stacje bazowe nadają sygnał odbierany przez telefony komórkowe.